# Forever 7
Forever 7 es el cuarto álbum de estudio de la banda mexicana OV7. Lanzado en 2012, incluye adaptaciones de 12 canciones por otros artistas americanos.

## Lista de canciones
1. "Golpe de calor (The Heat Is On)" (originalmente del cantante Glenn Frey) (M&L: Harold Faltermeyer & Keith Forsey).
2. "Colores (True Colors)"  (originalmente de la cantante Cyndi Lauper) (M&L: Tom Kelly/Billy Steinberg).
3. "No paro de bailar (Footloose)" (originalmente del cantante Kenny Loggins) (M&L: Kenny Loggins/Dean Pitchford).
4. "Magia (Nothing's Gonna Stop Us Now)" (originalmente de la banda Starship) (M&L: Diane Warren/Albert Hammond).
5. "Invisible (Iris)" (originalmente de la banda Goo Goo Dolls) (M&L: John Rzeznik).
6. "Nada es imposible (Maniac)" (originalmente del cantante Michael Sembello) (M&L: Dennis Matkosky/Michael Sembello).
7. "Llévame a bailar (Wake Me Up Before You Go-Go)" (originalmente de la banda Wham!) (M&L: George Michael).
8. "Quédate otra vez (Take My Breath Away)" (originalmente de la banda Berlin) (M&L: Giorgio Moroder/Tom Whitlock).
9. "Star (All Star)" (originalmente de la banda Smash Mouth) (M&L: Greg Camp).
10. "Prisioneros (Take On Me)" (originalmente de la banda a-ha) (M&L: Pål Waaktaar/Mags/Morten Harket.
11. "Noches embrujadas (The Addams Family Theme)" (originalmende del cantante MC Hammer) (M&L: MC Hammer/Felton Pilate/Vic Mizzy).
12. "Nada es imposible (Maniac) (Ft. Gloria Trevi)" (originalmente del cantante Michael Sembello) (M&L: Dennis Matkosky/Michael Sembello).

## Gráficos
| País   | Lista (2011-2012)    | Mejor Posición |
| ------ | -------------------- | -------------- |
| México | Mexican Albums Chart | 2              |

### Certificación
| País   | Proveedor | Certificación | Ventas |
| ------ | --------- | ------------- | ------ |
| México | AMPROFON  | Oro           | 30 000 |

## Miembros
- Lidia Ávila
- Mariana Ochoa
- Érika Zaba
- Ari Borovoy
- Oscar Schwebel